# Chiasmocleis ventrimaculata
Chiasmocleis ventrimaculata és una espècie de granota de la família dels microhílids. Es distribueix per les terres baixes de l'est de la selva amazònica de l'Equador, Colòmbia (Leticia), Perú (Huánuco, Loreto, Madre de Dios, and Ucayali), nord i centre de Bolívia i oest de l'Estat d'Acre (Brasil). Es troba per sota dels 400 metres d'altitud. És comuna a Perú i Bolívia i rara a Equador i Colòmbia.
Habita en la matèria vegetal del terra, entre la vegetació baixa i prop o dins de basses temporals a la selva tropical primària. Els ous es dipositen a les basses. Ha aparegut en zones talades i en àrees lleugerament pertorbades per l'home. Tenen una relació mutualista amb algunes espècies de taràntules.